# Vittjärnarna, Västerbotten
Vittjärnarna är en sjö i Norsjö kommun i Västerbotten och ingår i Umeälvens huvudavrinningsområde.